# فندق تشيلسي تورونتو
يُعد فندق تشيلسي في مدينة تورونتو (المعروف باسم دلتا تشيلسي تورونتو سابقاً وباسم إيتون تشيلسي لفترة وجيزة) أكبر الفنادق في كندا، ويقع في مدينة تورونتو، مقاطعة أونتاريو. حيث يضم هذا الفندق، الكائن في 33 شارع جيرارد الغربي، 1591 غرفة وجناح للنزلاء موزعة على 26 طابق مع 5 أدوار سفلية و 18 مصعد. وكانت مؤسسة كرانغ وبوك المعمارية في تورونتو قد خططت لافتتاحه كمجمع للمباني السكنية، إلا أنه افتتح كفندق في 15 تشرين الأول (أكتوبر) عام 1975. وفي عام 1996، قامت مجموعة فنادق غريت إيغيل بشراء المبنى الأساسي المصمَّم على شكل برج مفرد مؤلف من 26 طابق بارتفاع 83.72 متر (274.7 قدم). والذي كان جزءاً من سلسلة فنادق دلتا منذ افتتاحه وحتى شهر تموز (يوليو) من عام 2013.

## الموقع
يقع فندق تشيلسي وسط منطقة يونغ الواقعة وسط مدينة تورونتو، ويتوضّع بين محطتي كوليج ودانداس التابعتين لمأمورية النقل الخاصة بمحطات المترو في تورونتو على خط جامعة يونغ في شارع سبادينا.

## الملكية والإدارة
في 19، كانون الأول (ديسمبر) عام 2012، أعلنت شركة غريت إيغيل القابضة المحددوة المالكة للفندق أنها ستنهي اتفاقية الإدارة مع سلسلة فنادق دلتا في 1 تموز (يوليو) عام 2013، وأنها ستوكل إدارة المنشأة إلى الشركة التابعة لها مجموعة لانغهام للضيافة. وذكرت تقارير أن شركة غريت إيغيل لن تلتزم بالتجديدات التي سعت إليها سلسة دلتا لتحسين المنشأة. ولذلك تم تغيير اسم الفندق من دلتا تشيلسي إلى إيتون تشيلسي في 1 تموز (يوليو) عام 2013. حيث قال كين غرين، رئيس سلسة فنادق دلتا ومديرها التنفيذي «إنّ قرار الانفصال كان صعباً»، وأضاف «إنّ هذا يرمز إلى إعادة التموضع التي تجريها سلسلة دلتا، ويشير بالتأكيد إلى أننا نسعى جاهدين لكي نصبح علامة الأربع نجوم التجارية الرائدة». وكانت سلسلة دلتا قد أعلنت في وقت سابق أنها تقوم ببناء فندق جديد يُعد الأهم في حي ساوث كور في مدينة تورونتو، كجزء من حركة تنموية تقودها الشركة الأم، وهي شركة كولومبيا البريطانية لإدارة الاستثمارات.
كما تمتلك سلسلة إيتون عدداً من الفنادق في شنغهاي وهونغ كونغ ونيودلهي. وعلى الرغم من أن هناك شراكة تسويقية بين فندق تورنتو ومركز إيتون تورونتو المجاور، إلا أنه لا يرتبط بعلاقة مؤسسية مع المركز التجاري، كما أنه ليس للسلسلة الفندقية أي صلة تاريخية باسم المركز التجاري المماثل تيموثي إيتون التجاري أو سلسلة المتاجرالشاملة المتوقفة النشاط التي أسسها.
في أوائل عام 2015، تم تغيير العلامة التجارية للفندق مرةً أخرى حيث أصبحت فندق تشيلسي فقط، في حين بقي تحت إدارة مجموعة لانغهام مع المحافظة على معظم السمات الأخرى للعلامة التجارية فنادق إيتون. ولم تتضح بعد أسباب هذا التغيير الأخير للعلامة التجارية.

## وسائل الراحة
إضافةً إلى غرف وأجنحة النزلاء البالغ عددها 1590 غرفة والمطاعم الأربعة، يحتوي الفندق على منتجع صحي كامل، مناطق للاجتماعات، قاعات للمؤتمرات، مرآب تحت الأرض، منطقة مخصصة للأطفال (حيث يقدم الفندق نفسه كمقصد للعائلة والأصدقاء)، حوض سباحة داخلي وهو الوحيد في مركز مدينة تورونتو ومزلقة مائية داخلية. حيث يظهر جزء من هذه المزلقة عند مدخل شارع والتون.